# Michael Lockwood
Michael Dean Lockwood (nacido el 22 de mayo de 1961) es un guitarrista y productor estadounidense. Es más conocido por haber estado casado con Lisa Marie Presley, y por producir y tocar con ella, Aimee Mann, Fiona Apple, entre otros.

## Biografía
Lockwood se graduó de Highland High School en Bakersfield, California, en 1979. Ha trabajado con Carly Simon, Fiona Apple, Bijou Phillips, Alana Davis, Ben Taylor, Leona Naess, Susanna Hoffs y Michael Penn. En 1985, Lockwood se unió al grupo Lions & Ghosts. Se disolvieron en 1989 después de lanzar un segundo álbum. Más tarde formó una banda local de power pop llamada Wink.

## Vida Personal
Lockwood se casó con Lisa Marie Presley el 22 de enero de 2006. El 7 de octubre de 2008, Presley dio a luz a dos niñas gemelas, Harper Vivienne Ann Lockwood. y Finley Aaron Love Lockwood. En junio de 2016, Presley solicitó el divorcio de Lockwood después de diez años de matrimonio.
En febrero de 2017, las hijas de la pareja fueron puestas bajo custodia protectora después de que Presley declarara en un tribunal de divorcio, al impugnar la solicitud de pensión alimenticia de Lockwood, que había presenciado imágenes inapropiadas de niños en la computadora personal de Lockwood. Ni Brentwood ni la Oficina de Investigaciones de Tennessee encontraron ninguna irregularidad después de una búsqueda exhaustiva de 80 dispositivos electrónicos, incluidos los dispositivos que Presley entregó a las autoridades. El divorcio se finalizó el 26 de mayo de 2021.
Lockwood se casó con Stephanie Hobgood el 10 de octubre de 2022. Hobgood es una estilista nacida en Phoenix cuyos clientes incluyen a Kendall y Kylie Jenner.

## Discografía Selecta
A lo largo de su carrera, Lockwood ha trabajado con una amplia gama de artistas y bandas en varios géneros, tanto como músico como colaborador.
| Año  | Título del CD                                   | Artista            | Créditos                                                   |
| ---- | ----------------------------------------------- | ------------------ | ---------------------------------------------------------- |
| 2012 | Storm &amp; Grace                               | Lisa Marie Presley | Guitarra                                                   |
| 2008 | This Kind of Love                               | Carly Simon        | Guitarra, Solista                                          |
| 2007 | Brittany Shane                                  | Brittany Shane     | Bajo, Guitarra, Guitarra (Eléctrica), Omnicordio           |
| 2006 | Lucky Girl                                      | Kirsten Proffit    | Guitarra (Eléctrica)                                       |
| 2006 | Movie Disaster Music                            | Josie Cotton       | Guitarra                                                   |
| 2006 | Now What                                        | Lisa Marie Presley | Compositora, Productora Ejecutiva, Guitarras, Programadora |
| 2004 | I Heart Huckabees                               | Jon Brion          | Guitarra                                                   |
| 2004 | New York's A Go Go                              | Sylvain Sylvain    | Guitarra                                                   |
| 2004 | Pianoforte                                      | Phil Parlapiano    | Guitarra (Eléctrica)                                       |
| 2004 | Soundlight                                      | Keith Chagall      | Guitarra (Eléctrica), Solista                              |
| 2002 | Acoustic, Vol. 2                                | Various artists    | Productor                                                  |
| 2002 | Anthology                                       | Carly Simon        | Guitarra (Acústica), Guitarra (Eléctrica)                  |
| 2002 | Bleeding Together                               | Dissent            | Productor Asociado, Arte de Portada                        |
| 2002 | I Am Sam                                        | I Am Sam           | Productor, Guitarras, Bajo, Teclados                       |
| 2002 | Lost in Space                                   | Aimee Mann         | Productora, Ingeniero, Editora, Guitarras, Sintetizadores  |
| 2002 | Respond, Vol. 2                                 | Various Artists    | Guitarra (Eléctrica), Teclado, Productor                   |
| 2002 | Songs Inspired by Literature: Chapter One       | The Sibl Project   | Artista Principal                                          |
| 2001 | Detours into Unconscious Rhythms                | Calvin Keys        | Fotografía                                                 |
| 2000 | Bachelor No. 2 or, the Last Remains of the Dodo | Aimee Mann         | Compositora, Guitarras, Teclados, Melódica, Coros          |
| 2000 | The Bedroom Tapes                               | Carly Simon        | Guitarra (Acústica)                                        |
| 2000 | Ultimate Collection                             | Aimee Mann         | Guitarra                                                   |
| 2000 | I'd Rather Eat Glass                            | Bijou Phillips     | Guitarra                                                   |
| 1999 | Magnolia                                        | Film Score         | Compositor                                                 |
| 1999 | Rubies on the Lawn                              | Trish Murphy       | Guitarra                                                   |
| 1998 | (Sleep) Baby Doll                               | Sylvain Sylvain    | Guitarra                                                   |
| 1997 | Brand New                                       | Salt-N-Pepa        | Guitarra                                                   |
| 1995 | Automatic 7                                     | Automatic 7        | Fotografía                                                 |
| 1995 | I'm with Stupid                                 | Aimee Mann         | Guitarra                                                   |
| 1994 | "Save Me"                                       | Aimee Mann         | Guitarra (Acústica), Guitarra (Eléctrica), Coros           |
| 1989 | Wild Garden                                     | Lions & Ghosts     | Guitarra, Coros                                            |
| 1987 | Velvet Kiss, Lick of the Lime                   | Lions & Ghosts     | Guitarra, Voz                                              |